# NGC 5459
NGC 5459 ist eine 13,6 mag helle Linsenförmige Galaxie vom Hubble-Typ S0 im Sternbild Bärenhüter. Sie ist schätzungsweise 232 Millionen Lichtjahre von der Milchstraße entfernt.
Das Objekt wurde am 23. März 1887 von Lewis A. Swift entdeckt.